# Sint-Andrieskerk (Nuenen)
De Sint-Andrieskerk was een rooms-katholiek kerkgebouw gelegen aan Jacob Catsstraat 3 en het Andriesplein in de Nederlandse plaats Nuenen (provincie Noord-Brabant).

## Geschiedenis
Na de Tweede Wereldoorlog begon Nuenen uit te breiden in westelijke richting. Daar werd ook een kerk geprojecteerd: de tweede parochiekerk van Nuenen. Deze kerk werd ontworpen door Jan de Jong in de trant van de Bossche School. Hij wordt gebouwd door de NV Gebr. Vervoort uit Sint Oedenrode. Het was een betrekkelijk laag, doosvormig gebouw, uitgevoerd als zaalkerk in een lichte baksteensoort. Het dak werd door betonnen liggers geschraagd. Twee zware deuren gaven toegang tot de kerk. De vensters zaten hoog in het gebouw. Het interieur was sober en modern. De kerk werd met - ruim achthonderd zitplaatsen - 'op de groei' gebouwd.
De 1ste steen wordt door bouwpastoor J. van Oosterhout gelegd op 15 augustus 1963 en op 17 juli 1964 wordt de kerk na inwijding door bisschop W. Bekkers in gebruik genomen.
Bij de ingang van de kerk was de volgende Psalm te lezen: "Wil God uw huis niet bouwen, vergeefs is al uw werk, geen bouwer kan zo sterk als Hij de muren stouwen."

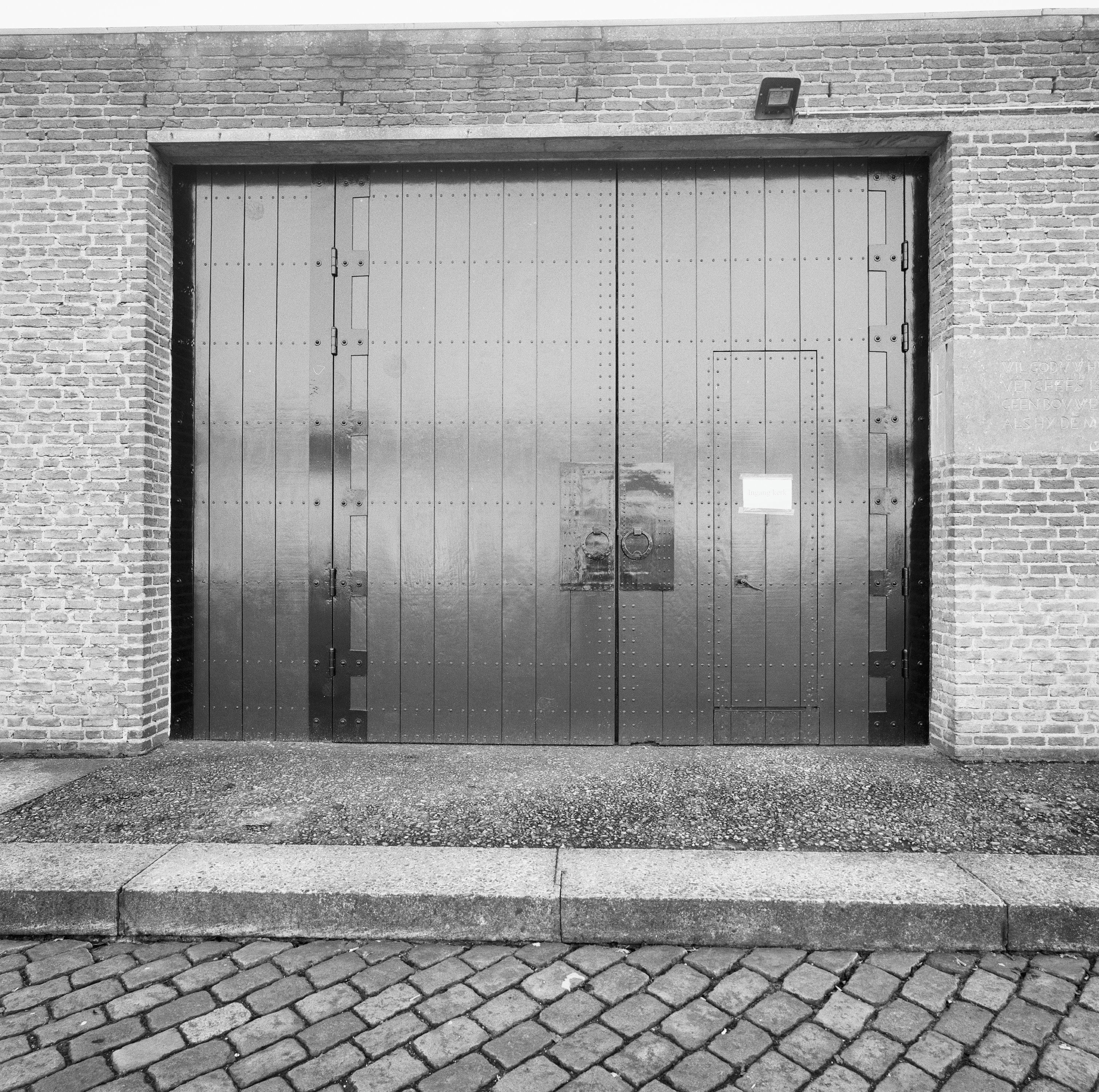
Hoofddeur, ingang kerk

Zowel de ontkerkelijking als het feit dat de uitbreiding van Nuenen zich in zuidelijke richting ging ontwikkelen, en de oorspronkelijk geplande westelijke woonwijken niet meer tot stand kwamen, zorgden ervoor dat de Andriesparochie werd opgeheven: Op 28 december 2003 vond de laatste dienst plaats en werd de parochie bij de Nuenense Sint-Clemensparochie gevoegd. Hoewel er nog actie werd ondernomen om het gebouw een herbestemming te geven, bleek de slechte bouwkundige staat ervan een reden om tot sloop over te gaan. In 2007 vond deze plaats.

## Pastoor
Pastoor J.F.M. (Jan) van Oosterhout (Tilburg, 24 juni 1923 – Nuenen, 29 mei 2005) was (bouw)pastoor van de Andriesparochie van 1961 tot 1992. Hij werd in 1949 tot priester gewijd waarna hij kapelaan wordt in Mierlo-Hout en Strijp. Na drie jaar werd hij rector op Koningshof in Veldhoven. Voordat hij in 1961 werd benoemd als assistent van de Clemensparochie, was hij leraar aan de PABO in Eindhoven. In de beginjaren 60 werd hij bouwpastoor van de Andrieskerk. Op 19 oktober 1986 ontving hij uit handen van burgemeester H. Terwisse de erepenning in goud van de gemeente Nuenen vanwege zijn 25-jarige pastoraat en 25 jaar bestaan van de Andriesparochie. Op 1 september 1992 ging hij met emeritaat, maar was tot 2001 actief voor de parochie. Op 13 juni 1999 werd zijn gouden priesterjubileum gevierd. Op 29 mei 2005 overleed hij in Nuenen. Jan van Oosterhout is op 4 juni begraven op het kerkhof van de Heilige Clemenskerk in Nuenen. In 2011 werd de straatnaam 'Jan van Oosterhouthof', gelegen op de voormalige plaats van de Andrieskerk, onthuld.

## Trivia
De naam is afgeleid van Sint-Andries, de apostel Andreas. Een directere link met de naam ‘Andries’ is er echter ook: het was de vader van bouwpastoor J. van Oosterhout.
De luidklokken van de kerk doen nu dienst in een kerk in Kabanjahe in de Indonesische provincie Noord-Sumatra. 
Achter het altaar heeft een drieluik van Hugo Brouwer gehangen. Het wordt voltooid en geplaatst met kerstmis 1973. In november 1976 wordt er een enquête onder de parochianen gehouden, waaruit blijkt dat de meerderheid het kunstwerk op die plaats afwijst. Van november 1978 tot einde 1984 wordt het aan het gezicht onttrokken door een altaardoek. Uiteindelijk wordt het in 1986 verplaatst naar de rechter zijmuur in de kerk. In 2007 verhuist het drieluik naar de kerk van de Heilige Kruisvinding in Odiliapeel. Ook een tabernakel afkomstig van de gesloopte Andrieskerk is hier te vinden.
Op de plaats van de Andrieskerk werd een basisschool annex kinderopvang gebouwd, De Dassenburcht genaamd. Een laantje naast de kerk bleef behouden. Ook de straatnaam Andriesplein is nog in gebruik voor het voormalige kerkplein.